# Nemanja Matić
Nemanja Matić (en serbe en écriture cyrillique : Немања Матић), né le 1er août 1988 à Vrelo, près de Ub, en Yougoslavie (auj. en Serbie), est un footballeur international serbe qui évolue au poste de milieu défensif. 
Passé par Manchester United, le Chelsea FC, l'AS Rome ou le Benfica Lisbonne et l'Olympique lyonnais notamment, Matić est notamment triple champion d'Angleterre avec les Blues et finaliste à trois reprises de l'Europa League avec trois clubs différents pour autant de défaites.

## Biographie

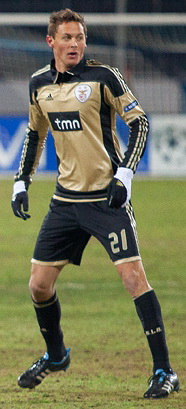
Nemanja Matić avec le SL Benfica (2012).

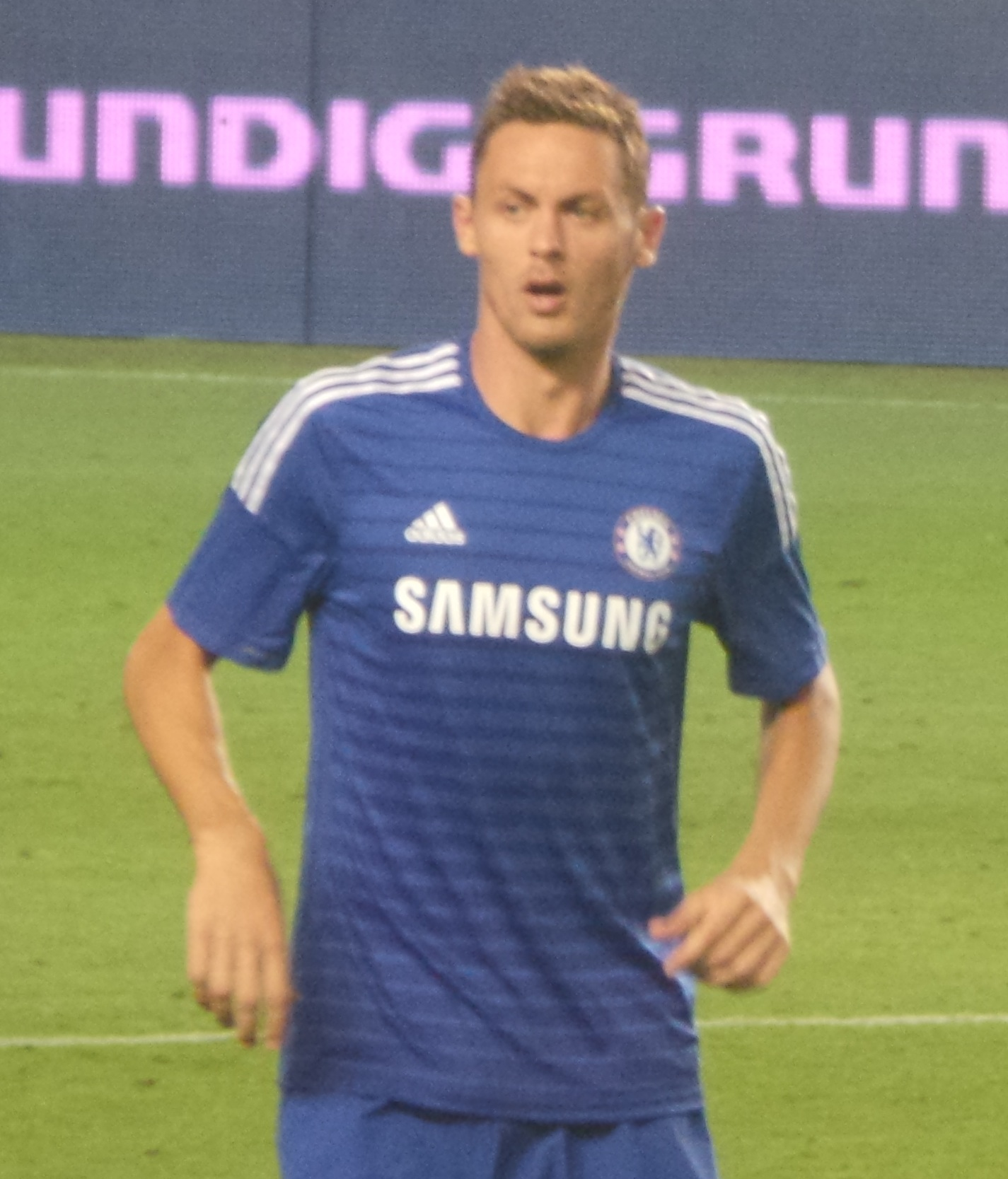
Matic sous les couleurs du Chelsea FC (2014).

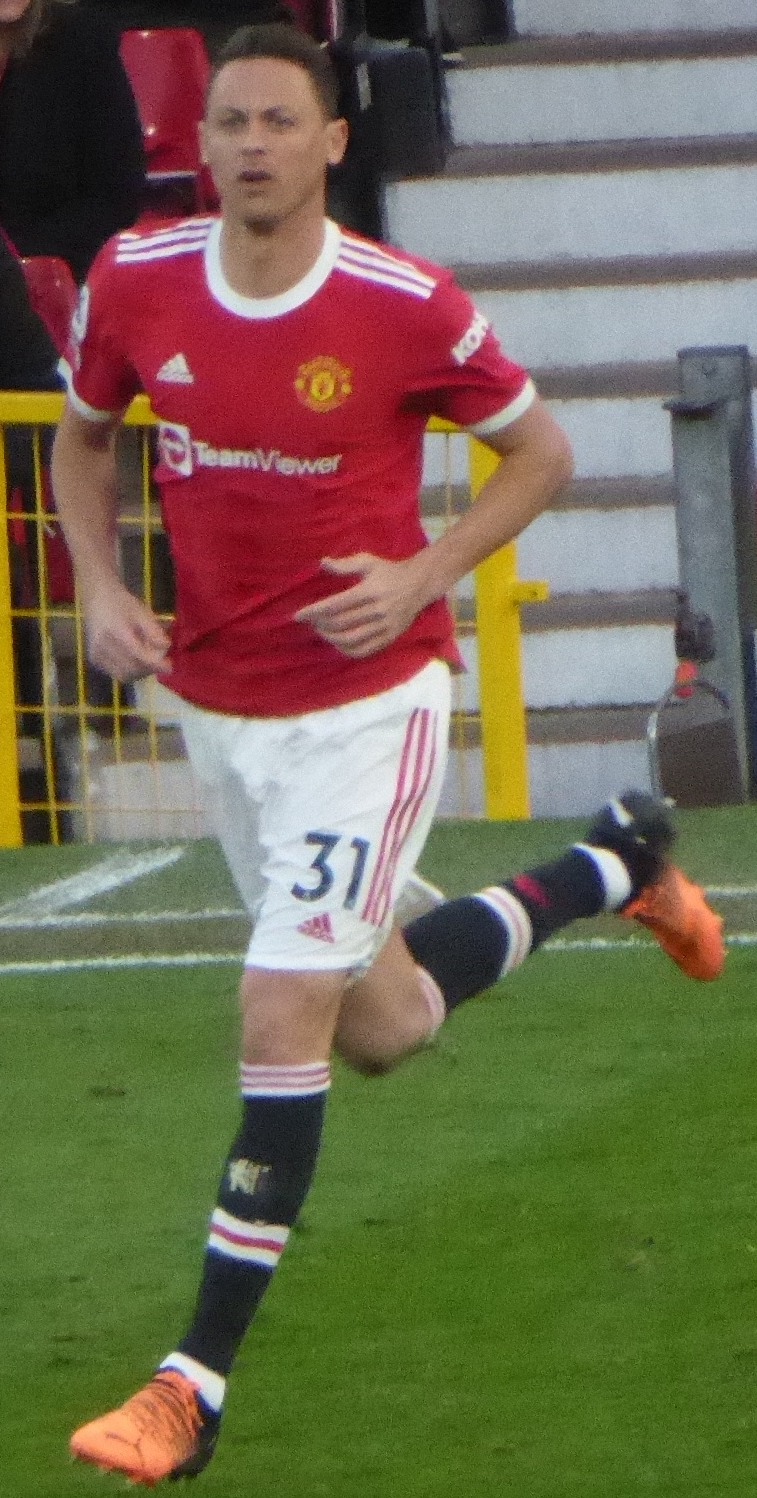
Nemanja Matić avec Manchester United (2022).

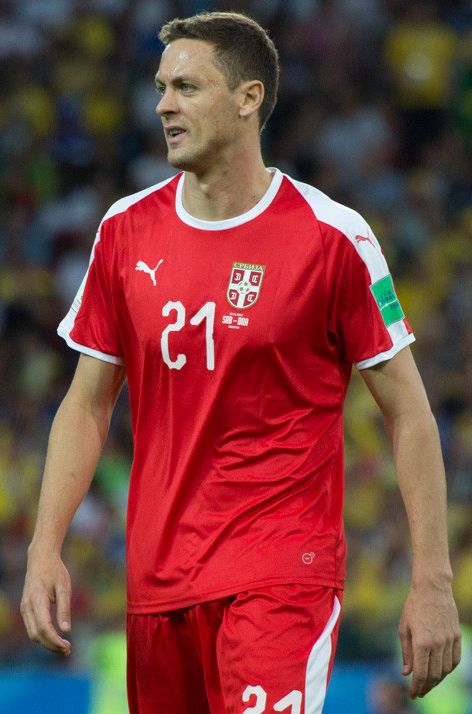
Nemanja Matić avec la Serbie durant la Coupe du monde 2018 en Russie.

### Carrière en club

#### Prêt au Vitesse Arnhem
En août 2010, Nemanja Matić est prêté une saison par le Chelsea FC au club néerlandais du Vitesse Arnhem.

#### Benfica Lisbonne
En janvier 2011, Nemanja Matić est transféré du Chelsea FC au SL Benfica dans le cadre du transfert de David Luiz. Il porte les couleurs du club portugais dès l'été 2011, après avoir terminé sa saison de prêt à Vitesse Arnhem.
Pendant la saison 2011-2012, il ne réalise que très peu de matchs puisque son coéquipier, Javi García, lui est préféré. Une saison plus tard, après le départ de celui-ci à Manchester City, Nemanja Matić prend la place de titulaire et ne la lâche plus. En effet, il est désormais une pièce capitale de l'équipe de Jorge Jesus.
Le 13 janvier 2013, il inscrit une superbe reprise de volée avec le SL Benfica contre le FC Porto lors du O Clássico, permettant à son club de rester en tête du classement de la Liga ZON Sagres. Ce but est ensuite sélectionné pour le Prix Puskás 2013.

#### Retour au Chelsea FC
Le 15 janvier 2014, Nemanja Matić quitte ainsi la Liga ZON Sagres pour rejoindre la Premier League. Le Chelsea FC et le SL Benfica trouvent un accord à hauteur de 25 millions d'euros.
Il y réalise des débuts réussis. Le 30 juillet 2014, il marque son premier but pour le Chelsea FC lors d'un match amical contre le Vitesse Arnhem. Le 30 août 2014, il marque son premier but officiel avec les Blues contre l'Everton FC. Il devient rapidement un taulier de l'effectif de José Mourinho, ce qui lui vaut une place de titulaire indiscutable dès son arrivée.

#### Manchester United
Le 31 juillet 2017, Nemanja Matić quitte le club du Chelsea FC pour Manchester United contre la somme de 45 millions d'euros et avec à la clé un contrat de trois ans. Il retrouve ainsi son ancien coach au Chelsea FC : le Portugais José Mourinho.
Le club avait promis à Nemanja Matić de le laisser quitter le club le plus tôt possible dès qu'il lui aurait trouvé un remplaçant. Finalement, le transfert de son remplaçant Tiémoué Bakayoko traîne jusqu'au 15 juillet ne faisant arriver Nemanja Matić dans son nouveau club plus tardivement que prévu,,. Antonio Conte affirme deux semaines après le départ de Nemanja Matić que cela n'était pas sa volonté et que son départ était une grosse perte pour le Chelsea FC car il était le top à son poste,.
Il obtient à Manchester United le quatrième plus gros salaire de l'effectif, après ceux de Paul Pogba, Romelu Lukaku et David de Gea, avec environ 140 000 livres par semaine.
Le 6 juillet 2020, il prolonge jusqu'en juin 2022 avec les Red Devils. Après deux saisons entre titulaire et remplaçant, il quitte le club à la fin de la saison.

#### AS Rome
Le 14 juin 2022, après neuf ans en Angleterre, Nemanja Matić découvre la Serie A et retrouve José Mourinho pour la troisième fois à l'AS Roma, où il signe jusqu'en juin 2023. Il participe à 50 matchs toutes compétitions confondues, dont la finale de la Ligue Europa 2023, perdue face au Séville FC aux tirs au but.

#### Stade rennais FC
Le 14 août 2023, après seulement une seule saison à l'AS Roma, Nemanja Matić rejoint le Stade rennais FC pour deux ans contre une indemnité de 2 millions d'euros. En novembre 2023, l'entraîneur Bruno Genesio est remplacé par Julien Stéphan. Celui-ci décide de confier le brassard de capitaine au gardien Steve Mandanda, Nemanja Matić ainsi que le précédent capitaine Benjamin Bourigeaud sont alors désignés « capitaines de terrain ».
Le 11 janvier 2024, le Stade rennais FC publie un communiqué au sujet de Nemanja Matić. Le club Rouge et Noir annonce que son joueur ne s'est pas présenté aux dernières séances d’entraînement du groupe professionnel auxquelles il était convoqué,. Le Serbe aurait même quitté la ville sans prévenir, pour forcer son transfert, seulement quelques mois après son arrivée au club,. L'explication principale de la réaction du Serbe serait d'ordre extra-sportif, le joueur ayant conditionné son arrivée à la présence d'une école internationale pour ses enfants, ce qui se révèle ne pas être le cas à Rennes,. Sportivement, Matić est titulaire indiscutable sous la direction de Bruno Genesio et participe également aux rencontres après le remplacement de ce dernier par Julien Stéphan. En une demi-saison, il dispute 19 rencontres dont 16 en étant titulaire.

#### Olympique lyonnais
Le 26 janvier 2024, alors que les deux clubs ont trouvé un accord, Nemanja Matić assiste dans les tribunes du Parc Olympique lyonnais, pour voir son ancien club gagner contre son nouveau club, et signe le lendemain jusqu'en 2026 avec le club lyonnais,. Selon L'Équipe, son salaire est estimé à 400 000 euros brut par mois. Titulaire indiscutable dès son arrivée, il transcende l'équipe lyonnaise et apporte de l'équilibre à cette l'équipe qui était dernière en championnat à la mi-décembre et entame une remontée avec 15 victoire en 20 matchs qui place le club virtuellement septième l'aube de la trentième journée, synonyme de qualification européenne, tout en se qualifiant en finale de la Coupe de France douze ans après. Matić et Alexandre Lacazette sont les deux principaux joueurs ayant permis cette remontée.
En 2024-2025, il est un leader dans le vestiaire lyonnais. Sur le terrain, l'entraîneur Paulo Fonseca, arrivé en deuxième partie de saison, ne place pas Matić en titulaire indiscutable. Régulièrement aligné quand l'OL s'attend à avoir majoritairement la possession de la balle, il l'est moins quand l'équipe est davantage exposée aux transitions adverses en raison de sa lenteur de déplacement. La relation entre le joueur et l'entraîneur serait « tendue », ce qui est à mettre en lien avec l'absence de Matić en avril lors des deux rencontres de quart de finale de Ligue Europa qui voient l'OL être éliminé par Manchester United ainsi que lors de la défaite en Ligue 1 face au rival de l'AS Saint-Étienne.
Le 14 août 2025, l'Olympique lyonnais annonce que le club et Nemanja Matić mettent fin à leur collaboration,,.

### Carrière en sélection nationale
Le 14 décembre 2008, Nemanja Matić dispute son premier match avec l'équipe de Serbie lors d'un match amical contre la Pologne (défaite 1-0).
En décembre 2012, il annonce qu'il ne jouerait pas pour l'équipe nationale de Serbie tant que Siniša Mihajlović était le sélectionneur de l'équipe. La raison qu'il donne pour cette décision est qu'il estime qu'il n'avait pas eu d'opportunité de la part du sélectionneur de ne pas l'avoir fait joué une seule minute lors de ses cinq dernières convocations. Le 6 septembre 2013, Nemanja Matić revient lors d'un match de qualification pour la Coupe du monde 2014 contre la Croatie. Il est expulsé à la 75e minute.
Le 29 mars 2015, Nemanja Matić marque son premier but lors d'un match de qualification de l'Euro 2016 contre le Portugal, malgré une défaite 2-1.
En juin 2018, il est sélectionné dans l'équipe serbe pour la Coupe du monde 2018 en Russie, dont il dispute les trois matches de la phase de groupes face au Brésil, la Suisse et le Costa Rica. 
Le 28 août 2020, la fédération de Serbie de football (FSS) annonce que Nemanja Matić prend sa retraite de football international.

## Vie privée
Nemanja Matić est père d'un fils et de deux filles, il est marié à Aleksandra Matić.  Il est le frère de Uroš Matić, milieu de terrain au Abha Club, club saoudien évoluant en Saudi Pro League.
Nemanja Matić est très attaché à la Serbie et à son village d'origine près de la ville d'Ub, Vrelo. Régulièrement, il règle les factures des 1 600 habitants de son village, d'où son surnom dans la presse anglaise de « Matić le généreux » avec un sous-entendu sur sa générosité sur le terrain. Il donne aussi des sommes importantes pour soigner des enfants atteints de cancer grave ou d'autres maladies rares, pour les soigner dans des hôpitaux où des médecins spécialistes de ces maladies peuvent leur offrir une chance de les soigner,.
En mai 2025, le joueur serbe dispute un match contre l'Angers SCO, avec un sparadrap recouvrant les couleurs LGBT de son maillot, associé à la journée internationale de lutte contre l’homophobie.

## Statistiques

### En club
| Saison                | Club                  | Championnat           | Championnat | Championnat | Championnat | Coupe(s) nationale(s) | Coupe(s) nationale(s) | Coupe(s) nationale(s) | Supercoupe | Supercoupe | Supercoupe | Compétition(s) continentale(s) | Compétition(s) continentale(s) | Compétition(s) continentale(s) | Compétition(s) continentale(s) | Supercoupe UEFA | Supercoupe UEFA | Supercoupe UEFA | Total | Total | Total |
| Saison                | Club                  | Division              | M.          | B.          | P.d.        | M.                    | B.                    | P.d.                  | M.         | B.         | P.d.       | Comp.                          | M.                             | B.                             | P.d.                           | M.              | B.              | P.d.            | M.    | B.    | P.d.  |
| 2006-2007             | MFK Košice            | Corgoň liga           | 14          | 1           | 0           | -                     | -                     | -                     | -          | -          | -          | -                              | -                              | -                              | -                              | -               | -               | -               | 14    | 1     | 0     |
| 2007-2008             | MFK Košice            | Corgoň liga           | 26          | 1           | 1           | -                     | -                     | -                     | -          | -          | -          | -                              | -                              | -                              | -                              | -               | -               | -               | 26    | 1     | 1     |
| 2008-2009             | MFK Košice            | Corgoň liga           | 29          | 2           | 1           | 1                     | 0                     | 0                     | -          | -          | -          | -                              | -                              | -                              | -                              | -               | -               | -               | 30    | 2     | 1     |
| 2009-2010             | MFK Košice            | Corgoň liga           | 1           | 0           | 0           | -                     | -                     | -                     | -          | -          | -          | -                              | -                              | -                              | -                              | -               | -               | -               | 1     | 0     | 0     |
| Sous-total            | Sous-total            | Sous-total            | 70          | 4           | 2           | 1                     | 0                     | 0                     | -          | -          | -          | -                              | -                              | -                              | -                              | -               | -               | -               | 71    | 4     | 2     |
| 2009-2010             | Chelsea FC            | Premier League        | 2           | 0           | 0           | 1                     | 0                     | 0                     | -          | -          | -          | -                              | -                              | -                              | -                              | -               | -               | -               | 3     | 0     | 0     |
| 2010-2011             | Vitesse Arnhem (prêt) | Eredivisie            | 27          | 2           | 3           | 2                     | 0                     | 0                     | -          | -          | -          | -                              | -                              | -                              | -                              | -               | -               | -               | 29    | 2     | 3     |
| 2011-2012             | Benfica Lisbonne      | Primeira Liga         | 16          | 1           | 0           | 4                     | 0                     | 0                     | -          | -          | -          | C1                             | 10                             | 0                              | 0                              | -               | -               | -               | 30    | 1     | 0     |
| 2012-2013             | Benfica Lisbonne      | Primeira Liga         | 26          | 3           | 0           | 7                     | 1                     | 1                     | -          | -          | -          | C1+C3                          | 5+8                            | 0+1                            | 0+0                            | -               | -               | -               | 46    | 5     | 1     |
| 2013-2014             | Benfica Lisbonne      | Primeira Liga         | 14          | 2           | 0           | 2                     | 0                     | 0                     | -          | -          | -          | C1                             | 6                              | 1                              | 0                              | -               | -               | -               | 22    | 3     | 0     |
| Sous-total            | Sous-total            | Sous-total            | 56          | 6           | 0           | 13                    | 1                     | 1                     | -          | -          | -          | -                              | 29                             | 2                              | 0                              | -               | -               | -               | 98    | 9     | 1     |
| 2013-2014             | Chelsea FC            | Premier League        | 17          | 0           | 4           | 2                     | 0                     | 0                     | -          | -          | -          | C1                             | -                              | -                              | -                              | -               | -               | -               | 19    | 0     | 4     |
| 2014-2015             | Chelsea FC            | Premier League        | 36          | 1           | 3           | 5                     | 0                     | 0                     | -          | -          | -          | C1                             | 8                              | 2                              | 1                              | -               | -               | -               | 49    | 3     | 4     |
| 2015-2016             | Chelsea FC            | Premier League        | 33          | 2           | 3           | 4                     | 0                     | 0                     | 1          | 0          | 0          | C1                             | 5                              | 0                              | 0                              | -               | -               | -               | 43    | 2     | 3     |
| 2016-2017             | Chelsea FC            | Premier League        | 35          | 1           | 7           | 5                     | 1                     | 1                     | -          | -          | -          | -                              | -                              | -                              | -                              | -               | -               | -               | 40    | 2     | 8     |
| Sous-total            | Sous-total            | Sous-total            | 121         | 4           | 17          | 16                    | 1                     | 1                     | 1          | 0          | 0          | -                              | 13                             | 2                              | 1                              | -               | -               | -               | 151   | 7     | 19    |
| 2017-2018             | Manchester United     | Premier League        | 36          | 1           | 1           | 5                     | 1                     | 1                     | -          | -          | -          | C1                             | 7                              | 0                              | 1                              | 1               | 0               | 0               | 49    | 2     | 3     |
| 2018-2019             | Manchester United     | Premier League        | 28          | 1           | 0           | 4                     | 0                     | 0                     | -          | -          | -          | C1                             | 6                              | 0                              | 0                              | -               | -               | -               | 38    | 1     | 0     |
| 2019-2020             | Manchester United     | Premier League        | 21          | 0           | 2           | 8                     | 1                     | 1                     | -          | -          | -          | C3                             | 5                              | 0                              | 0                              | -               | -               | -               | 34    | 1     | 3     |
| 2020-2021             | Manchester United     | Premier League        | 20          | 0           | 1           | 5                     | 0                     | 0                     | -          | -          | -          | C1+C3                          | 4+7                            | 0+0                            | 0+0                            | -               | -               | -               | 36    | 0     | 1     |
| 2021-2022             | Manchester United     | Premier League        | 23          | 0           | 4           | 1                     | 0                     | 0                     | -          | -          | -          | C1                             | 8                              | 0                              | 0                              | -               | -               | -               | 32    | 0     | 4     |
| Sous-total            | Sous-total            | Sous-total            | 128         | 2           | 8           | 23                    | 2                     | 2                     | -          | -          | -          | -                              | 37                             | 0                              | 1                              | 1               | 0               | 0               | 189   | 4     | 11    |
| 2022-2023             | AS Rome               | Serie A               | 35          | 2           | 3           | 2                     | 0                     | 0                     | -          | -          | -          | C3                             | 13                             | 0                              | 0                              | -               | -               | -               | 50    | 2     | 3     |
| 2023-2024             | Stade rennais FC      | Ligue 1               | 13          | 0           | 0           | -                     | -                     | -                     | -          | -          | -          | C3                             | 6                              | 0                              | 2                              | -               | -               | -               | 19    | 0     | 2     |
| 2023-2024             | Olympique lyonnais    | Ligue 1               | 15          | 0           | 0           | 4                     | 0                     | 0                     | -          | -          | -          | -                              | -                              | -                              | -                              | -               | -               | -               | 19    | 0     | 0     |
| 2024-2025             | Olympique lyonnais    | Ligue 1               | 29          | 0           | 1           | 2                     | 1                     | 0                     | -          | -          | -          | C3                             | 8                              | 0                              | 0                              | -               | -               | -               | 39    | 1     | 1     |
| Sous-total            | Sous-total            | Sous-total            | 44          | 0           | 1           | 6                     | 1                     | 0                     | 0          | 0          | 0          | -                              | 8                              | 0                              | 0                              | 0               | 0               | 0               | 58    | 1     | 1     |
| Total sur la carrière | Total sur la carrière | Total sur la carrière | 496         | 20          | 34          | 64                    | 5                     | 4                     | 1          | 0          | 0          | -                              | 106                            | 4                              | 4                              | 1               | 0               | 0               | 668   | 29    | 42    |

### En sélection
| Saison                | Sélection             | Phases finales        | Phases finales | Phases finales | Phases finales | Éliminatoires | Éliminatoires | Éliminatoires | Éliminatoires | Amicaux | Amicaux | Amicaux | Autres compétitions | Autres compétitions | Autres compétitions | Autres compétitions | Total | Total | Total |
| Saison                | Sélection             | Comp.                 | M.             | B.             | P.d.           | Comp.         | M.            | B.            | P.d.          | M.      | B.      | P.d.    | Comp.               | M.                  | B.                  | P.d.                | M.    | B.    | P.d.  |
| --------------------- | --------------------- | --------------------- | -------------- | -------------- | -------------- | ------------- | ------------- | ------------- | ------------- | ------- | ------- | ------- | ------------------- | ------------------- | ------------------- | ------------------- | ----- | ----- | ----- |
| 2008-2009             | Serbie                | -                     | -              | -              | -              | CdM 2010      | -             | -             | -             | 2       | 0       | 0       | -                   | -                   | -                   | -                   | 2     | 0     | 0     |
| 2009-2010             | Serbie                | Coupe du monde 2010   | -              | -              | -              | CdM 2010      | -             | -             | -             | -       | -       | -       | -                   | -                   | -                   | -                   | 0     | 0     | 0     |
| 2010-2011             | Serbie                | -                     | -              | -              | -              | Euro 2012     | -             | -             | -             | -       | -       | -       | -                   | -                   | -                   | -                   | 0     | 0     | 0     |
| 2011-2012             | Serbie                | Euro 2012             | -              | -              | -              | Euro 2012     | -             | -             | -             | 3       | 0       | 0       | -                   | -                   | -                   | -                   | 3     | 0     | 0     |
| 2012-2013             | Serbie                | -                     | -              | -              | -              | CdM 2014      | 0             | 0             | 0             | -       | -       | -       | -                   | -                   | -                   | -                   | 0     | 0     | 0     |
| 2013-2014             | Serbie                | Coupe du monde 2014   | -              | -              | -              | CdM 2014      | 2             | 0             | 0             | 6       | 0       | 0       | -                   | -                   | -                   | -                   | 8     | 0     | 0     |
| 2014-2015             | Serbie                | -                     | -              | -              | -              | Euro 2016     | 5             | 1             | 0             | 3       | 0       | 0       | -                   | -                   | -                   | -                   | 8     | 1     | 0     |
| 2015-2016             | Serbie                | Euro 2016             | -              | -              | -              | Euro 2016     | 3             | 0             | 0             | 5       | 0       | 0       | -                   | -                   | -                   | -                   | 8     | 0     | 0     |
| 2016-2017             | Serbie                | -                     | -              | -              | -              | CdM 2018      | 3             | 0             | 0             | -       | -       | -       | -                   | -                   | -                   | -                   | 3     | 0     | 0     |
| 2017-2018             | Serbie                | Coupe du monde 2018   | 3              | 0              | 0              | CdM 2018      | 4             | 1             | 0             | 4       | 0       | 0       | -                   | -                   | -                   | -                   | 11    | 1     | 0     |
| 2018-2019             | Serbie                | -                     | -              | -              | -              | Euro 2020     | -             | -             | -             | -       | -       | -       | LdN                 | 3                   | 0                   | 0                   | 3     | 0     | 0     |
| 2019-2020             | Serbie                | -                     | -              | -              | -              | Euro 2020     | 2             | 0             | 0             | -       | -       | -       | -                   | -                   | -                   | -                   | 2     | 0     | 0     |
| Total sur la carrière | Total sur la carrière | Total sur la carrière | 3              | 0              | 0              | -             | 19            | 2             | 0             | 23      | 0       | 0       | -                   | 3                   | 0                   | 0                   | 48    | 2     | 0     |

Le tableau suivant liste les rencontres de l'équipe de Serbie dans lesquelles Nemanja Matić a été sélectionné depuis le 14 décembre 2008 jusqu'à présent :

## Palmarès

### En club
| MFK Košice (1)                               | Benfica Lisbonne (2) | Chelsea FC (5) | Manchester United | AS Rome                            | Olympique lyonnais                    |
| -------------------------------------------- | --- | --- | --- | ---------------------------------- | ------------------------------------- |
| - Coupe de Slovaquie (1) - Vainqueur : 2009. | - Championnat du Portugal (1) - Champion : 2014. - Vice-champion : 2012 et 2013. - Coupe du Portugal - Finaliste : 2013. - Coupe de la Ligue (1) - Vainqueur : 2012. - Ligue Europa - Finaliste : 2013. | - Championnat d'Angleterre (3) - Champion : 2010, 2015 et 2017. - Coupe d'Angleterre (1) - Vainqueur : 2010. - Finaliste : 2017. - Community Shield - Finaliste : 2015. | - Championnat d'Angleterre - Vice-champion : 2018 et 2021. - Coupe d'Angleterre - Finaliste : 2018. - Ligue Europa - Finaliste : 2021. - Supercoupe de l'UEFA - Finaliste : 2017. | - Ligue Europa - Finaliste : 2023. | - Coupe de France - Finaliste : 2024. |

### Distinctions personnelles
- Élu meilleur joueur du Championnat du Portugal en 2013.
- Footballeur serbe de l'année en 2014 et 2015.
- Membre de l'équipe type de Premier League en 2015.
- Membre de l'équipe de la saison de la Ligue Europa 2022-2023.